# Portada/article maig 10

## Expedició Shackleton-Rowett
L'Expedició Shackleton-Rowett (1921–1922) va ser l'últim projecte antàrtic de Sir Ernest Shackleton, i l'episodi final de l'edat heroica de l'exploració de l'Antàrtida. L'aventura, finançada per John Quiller Rowett, també és coneguda com l'Expedició Quest que era el nom que Shackleton va posar a un antic vaixell noruec utilitzat en la cacera de foques i que van reconvertir per a l'expedició. El projecte original era explorar el sector del mar de Beaufort, a l'oceà Àrtic, però el va haver d'abandonar després que el govern canadenc li retirés el suport financer i es va dirigir cap a l'Antàrtida. El Quest ben aviat va mostrar les seves mancances i el viatge cap al sud va patir retards a causa de la pobra capacitat de navegació i per continus problemes amb els motors. Malauradament, abans d'arribar al punt en què havien d'iniciar l'expedició, Shackleton va morir a bord del vaixell, just després de la seva arribada a l'illa subantàrtica de Geòrgia del Sud.
Després de la mort de Shackleton, l'expedició es va limitar a un creuer de tres mesos per l'Antàrtic oriental, sota la direcció del segon comandant Frank Wild. El vaixell no va poder continuar més enllà de la longitud 20°E; després d'uns quants intents infructuosos de trencar cap al sud a través de la banquisa, Wild va tornar el vaixell a Geòrgia del Sud.